# Lebbeus brevirostris
Lebbeus brevirostris is een garnalensoort uit de familie van de Hippolytidae. De wetenschappelijke naam van de soort is voor het eerst geldig gepubliceerd in 2010 door Chang, Komai & Chan.